# Aaron Jay Kernis
Aaron Jay Kernis (* 15. Januar 1960 in Philadelphia, Pennsylvania) ist ein US-amerikanischer Komponist. Er studierte an der Manhattan School of Music und dem San Francisco Conservatory of Music sowie an der Yale University bei John Adams, Jacob Druckman, Morton Subotnick, und Charles Wuorinen.

## Leben
Kernis begann seine musikalische Karriere mit dem Studium von Geige und Klavier. Der Einfluss dieser ersten Begegnung mit der Musik spiegelt sich in späteren Kompositionen wider, wo er besonders den Streichinstrumenten sowohl im Orchester als auch als Soloinstrument oft besondere Bedeutung zukommen lässt. Mit 13 Jahren begann er zu komponieren, mit 16 gewann er den ersten von drei BMI Student Composer Awards, einem Preis für junge Komponisten. Mittlerweile ist Kernis ein aktiver und sehr gefragter Komponist, der u. a. für das New York Philharmonic  und das San Francisco Symphony Orchestra arbeitet; außerdem ist er beim Minnesota Orchestra als Berater für moderne Musik angestellt.
Seit 2011 ist er Mitglied der American Academy of Arts and Letters.

## Werk
Für sein kammermusikalisches Schaffen erhielt er 1993 zusammen mit Nicholas Maw den Stoeger Prize. Seine wichtigsten bisherigen Werke sind u. a. der New Era Dance, sein zweites Streichquartett musica instrumentalis (für welches er 1998 den Pulitzer Prize for Music erhielt), Colored Field für Englischhorn und Orchester (welches ihm 2002 den Grawemeyer Award in Music Composition einbrachte), und seine Symphony in Waves.